# NGC 431
NGC 431 é uma galáxia lenticular (SB0) localizada na direcção da constelação de Andromeda. Possui uma declinação de +33° 42' 19" e uma ascensão recta de 1 horas, 14 minutos e 04,6 segundos.
A galáxia NGC 431 foi descoberta em 22 de Novembro de 1827 por John Herschel.